# Arroyo del Minero
Der Arroyo del Minero ist ein Fluss im Westen Uruguay.
Er entspringt im östlichen Teil des Departamento Soriano südlich der Ortschaft El Tala, nahe der dort verlaufenden Ruta 14 und fließt dann in östlicher Richtung bis zu seiner Mündung als linksseitiger Nebenfluss in den Arroyo Grande.